# زاك فالنتاين
زاك فالنتاين (بالإنجليزية: Zack Valentine)‏ هو لاعب كرة قدم أمريكية أمريكي، ولد في 29 مايو 1957 في إدنتون في الولايات المتحدة.

## وصلات خارجية
- زاك فالنتاين على موقع مرجع كرة القدم المحترفة.كوم (الإنجليزية)